# Bernard Réquichot
 (octobre 2016).
Bernard Réquichot, né le 1er octobre 1929 à Asnières-sur-Vègre (Sarthe) et mort le 4 décembre 1961 à Paris, est un artiste et écrivain français.

## Biographie
Bernard Réquichot fait sa scolarité dans diverses écoles catholiques des environs de Paris.
Il commence à peindre dès 1941, des tableaux d'inspiration religieuse. De 1947 à 1951, il fréquente de nombreuses écoles et ateliers d'art à Paris : l'Académie Charpentier, la Grande Chaumière, les Beaux-Arts, l'Atelier d'Art Sacré, l'École des métiers d'art, l'atelier Souverbie et l'atelier Brianchon.
Entre 1948 et 1951, il produit de nombreux dessins au crayon gras (animaux, chaussures…), la série des Grosses bonnes femmes, des études des bœufs, de nus, crânes, natures mortes, avec systématisation des plans qui conduit ultérieurement à leur morcellement et à leur projection dans l'espace.
Du 16 octobre 1951 au 9 octobre 1952, il effectue son service militaire à Nancy.
En 1953, il fréquente l'atelier de gravure aux Beaux-arts. Il étudie et assimile les techniques cubistes. Il se lie avec Jacques Villon qui l'influence dans sa démarche. Il délaisse peu à peu la représentation cubique et réalise ses premières peintures abstraites (1953-1954). De 1953 à 1956, il participe à la restauration de fresques romanes à l'église Saint-Hilaire d'Asnières-sur-Vègre.
En 1955, la galerie Lucien Durand présente sa première exposition personnelle. À partir de cette année, sa peinture devient épaisse, réalisée au couteau, par projections et raclures. On y voit l'apparition de collages, de raclage de la couleur au couteau et des motifs de spirale. Il compose des assemblages de toiles découpées et ses premiers Reliquaires, boîtes remplies de terre et d'ossements.
En 1956, sa peinture devient abstraite et fluide. Il réalise de nombreux dessins de « Spirales ».
En 1957-1958, il utilise des collages de prélèvements de peinture : collages de Papiers choisis, peintures dites Traces graphiques. Il poursuit la réalisation de Reliquaires. Sa production est prolifique. Il utilise différents outils comme des pelles à charbon et des couteaux de boucher qu'il trempe dans la peinture. En 1959, il utilise des papiers de garde par « cadrages choisis » et en collages dont le triptyque La Moisson des fourmis buissonnières. Sa première toile peinte collée sur papier et mise en forme date de 1960. Réquichot poursuit des travaux à base de « papiers choisis, spirales, reliquaires ». Il réalise en volume des « spirales » constituées d'anneaux en polystyrène.
Exposé tantôt par Daniel Cordier, tantôt par Iris Clert, il fréquente alors d'autres artistes des mêmes cercles, comme Dado et Yolande Fièvre, avec lesquels il noue des relations d'amitié.
Il est hospitalisé quelques mois, en mai 1960, en raison d'une crise nerveuse survenue à la suite d'un accident de la circulation. Il y demeurera jusqu'en juillet. Durant ce séjour, il dessine des spirales et écrit plusieurs poèmes.
En 1961, il reprend la technique des toiles peintes et mises en forme (reliquaire de l'Armoire de Barbe-bleue) et commence la série des reliquaires de papiers choisis. Il termine son travail d'assemblage d'anneaux par le Reliquaire d'anneaux. Il entreprend également une série de sept lettres en fausse écriture (écriture dessinée illisible) dont la Conclusion pour une philosophie de l'art.
Le 4 décembre 1961, Bernard Réquichot se défenestre de son atelier de la rue de Courcelles, à Paris, à la veille de sa seconde exposition chez Daniel Cordier. La même année, Yolande Fièvre, bouleversée par sa mort brutale, réalise un Hommage à Bernard Réquichot. Cette œuvre imposante, typique des "objets épaves" auxquels elle se consacre depuis 1960 fait partie de la donation effectuée par Daniel Cordier au Centre Pompidou en 1989.

## Expositions
- 1955 : Galerie Lucien Durand, Paris
- 1957 : Galerie Daniel Cordier, Paris
- 1961 : Galerie Daniel Cordier, Paris
- 1963 : « Réquichot aujourd'hui », Festival de Montauban
- 1964 : Galerie Daniel Cordier, Paris
- 1970 : Galerie Krugier et Cie, Genève
- 1972 : « Douze ans d'art contemporain en France », Galeries nationales du Grand Palais, Paris. Rétrospective du mouvement « Phases 1952-1972 », Nice
- 1973 : Rétrospective, centre national d'art contemporain (CNAC), rue Berryer, Paris
- 1977 : « Bernard Réquichot : 1929-1961 », musée de l'Abbaye Sainte-Croix, Les Sables-d'Olonne
- 1977 : Rétrospective, galerie de la marine, Nice. Rétrospective, maison de la culture de Rennes
- 1981 : Rétrospective, galerie Baudoin Lebon, Paris
- 1985 : « Reliquaires et Papiers choisis », galerie Baudoin Lebon, Paris
- 1989 : « Donations Daniel Cordier », centre Georges-Pompidou, Paris. Catalogue de la donation
- 1992 : « Hommage à Bernard Réquichot », centre d'art contemporain, château de Tanlay, Yonne
- 1995 : « Passions privées », collection Daniel Cordier, musée national d’art moderne, Paris
- 1995 : « Rétrospective Bernard Réquichot », La Galerie (Bellefond), rue Guénégaud, Paris 6e
- 1997 : « Made in France : 1947-1997. Cinquante ans de création en France », musée national d'art moderne, Paris
- 2002 : « Dado - Réquichot », Les Abattoirs, Toulouse
- 2001-2002 : « Dado - Lunven - Réquichot », galerie Alain Margaron, Paris
- 2002 : « Paris, Capital of Arts, 1900-1968 », Royal Academy of Arts, Londres et Guggenheim Museum, Bilbao. « Dado-Réquichot. La Guerre des nerfs », Les Abattoirs, Toulouse
- 2003 : « Roland Barthes », Centre Georges-Pompidou, Paris
- 2005 : « Big Bang. Destruction et création dans l'art du 20e siècle », Centre Georges-Pompidou, juin 2005 à février 2006
- 2006 : « Les années partagées, Bernard Réquichot, Jean Criton, Dominique d'Acher » exposition itinérante, Auxerre, Thonon-les-Bains, Bédarieux
- 2009 : « Les désordres du plaisir », donations Daniel Cordier, Centre Georges-Pompidou
- 2009 : « Un parcours singulier, 5 artistes présentés par Claude Roffat », centre d'art contemporain de l'abbaye d'Auberive, Yonne
- 2009 : « Bernard Réquichot et ses amis », VIP ART Galerie, Marseille
- 2012 : « Collection Michael Werner », musée d'Art moderne de la ville de Paris
- 2014 : « Nature de l'être », galerie Alain Margaron, Paris 3e
- 2015 : « Daniel Cordier. L’œil du collectionneur », musée Denys-Puech à Rodez

## Collections
- Paris :
  - Musée national d'art moderne du Centre Georges-Pompidou
  - Musée d'art moderne de la ville de Paris, 16e
  - Galerie Alain Margaron
  - Galerie Baudoin Lebon
  - La Maison rouge, fondation Antoine-de-Galbert
- Toulouse : musée d'art moderne et contemporain - Les Abattoirs
- Colmar : musée Unterlinden
- Tourtour (83) : Fondation Les Treilles
- Saint-Étienne (Loire) musée d'art moderne et contemporain
- Marseille : VIP ART Galerie

## Publications
- Les Écrits de Bernard Réquichot, en préface, Lettre noire d'Alain Jouffroy, « Témoins et témoignages », éditions de La Connaissance, Bruxelles, 1973
- Écrits divers. Journal, lettres, textes épars, Faustus, poèmes, 1951-1961, Les Presses du réel, Dijon, 2002